# Bombardier ALP–46
A Bombardier ALP–46 villamosmozdony-sorozat, a német DB 101 sorozat módosított változata, melyet a Bombardier Transportation gyártott 2001 és 2002 között az New Jersey Transit számára, összesen 29 példányban. Ezeket a 2009 és 2011 között 36 példányban gyártott ALP–46A alsorozatú mozdonyok követték. Az NJ Transit a villamosított hálózatának nagy részén alkalmazza a típust, különösen az Northeast Corridoron, illetve a North Jersey Coast, a Morris & Essex és a Montclair-Boonton vonalakon. Az ALP–46 az ABB ALP-44-es mozdonyokat váltotta fel, amelyeket 2012-re mind kivonták az állományból.